# Anna Milder-Hauptmann

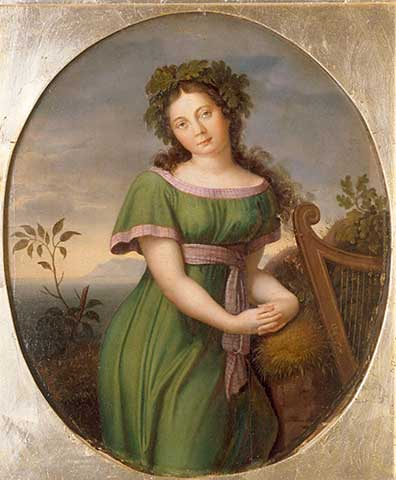
Anna Milder-Hauptmann, Gemälde von Friedrich Wilhelm von Schadow, um 1818

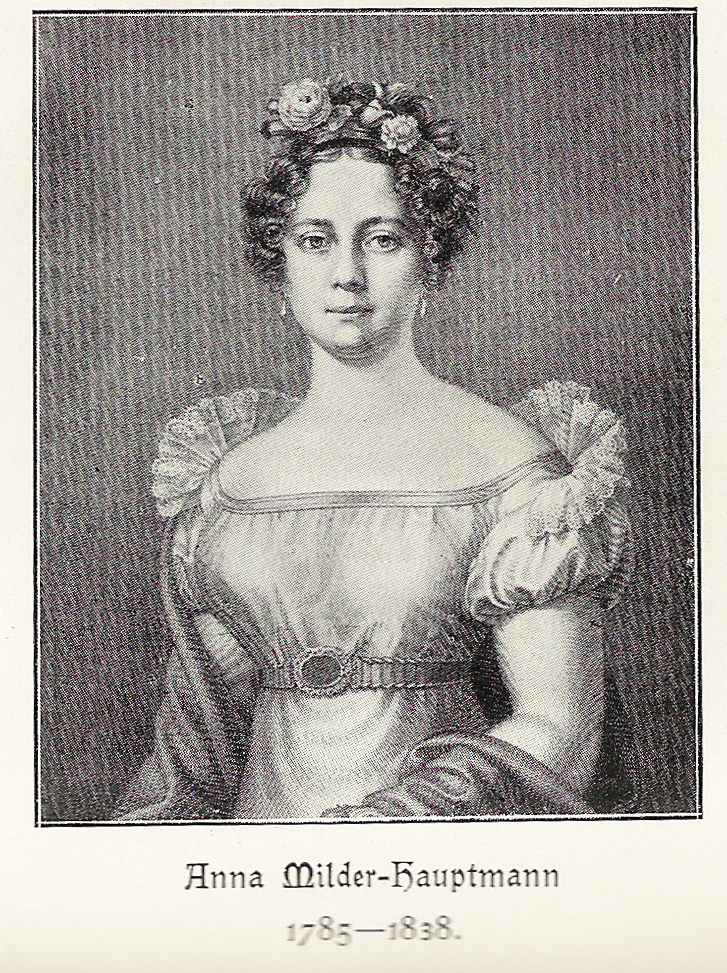
Anna Milder-Hauptmann, nach einer Zeichnung von Sigmund Ferdinand von Perger

Anna Pauline Milder-Hauptmann, geb. Milder (* 13. Dezember 1785 in Konstantinopel; † 29. Mai 1838 in Berlin) war eine österreichische Opern-, Konzert- und Liedsängerin (Sopran). Einige Quellen geben den 20. April 1785 als Geburtsdatum an.

## Leben
Ihr Vater war der Kabinettskurier Felix Milder aus Salzburg, Dolmetscher in Diensten des österreichischen Gesandten Peter Philipp Herbert Freiherr von Rathkeal (1735–1802). 1795 zog die Familie nach Hütteldorf bei Wien.
Neben Klavierunterricht erhielt Milder bei Antonio Salieri und Sigismund von Neukomm auch Gesangsunterricht. Sie wurde von Emanuel Schikaneder gefördert und debütierte am 9. April 1803 an Schikaneders Theater an der Wien als Juno in Franz Xaver Süßmayrs Singspiel Der Spiegel von Arkadien. In Ignaz von Seyfrieds heroischer Oper Cyrus übernahm sie die Rolle des Kambyses. Nach einem 1805 angelegten Konskriptionsbogen des Theaters, dem Haus Laimgrube Nr. 26, wohnte sie mit ihren Eltern und ihrer Schwester Jeanette zu dieser Zeit auch dort, zusammen mit der jungen Elisabeth Röckel und deren Bruder Joseph August Röckel. Beethoven hatte kurz zuvor gleichfalls eine Dienstwohnung im Theater an der Wien gehabt.
1807 wechselte Milder an das Kärntnertortheater, wo sie bald eine der meistbewunderten und erfolgreichsten Sängerinnen ihrer Zeit wurde. Im Jahr 1810 heiratete die Sängerin den Wiener Preziosen-Schätzmeister, Inhaber eines Privattheaters im Trattnerhof und (bis 1845) Kommandanten des zweiten Wiener Bürger-Regiments, Paul Peter Hauptmann (* 21. Februar 1783 in Wien; † 8. Februar 1858 im Armen-Versorgungshaus in Ybbs, wo er seit 1. Dezember 1847 lebte). Neben Salieri (Lady Anna in Die Neger), Luigi Cherubini und Joseph Weigl (Emmeline) komponierte auch Beethoven mit der Leonore eine Partie für sie: 1805, 1806 und 1814 sang sie diese Rolle in den beiden Uraufführungen der Leonore sowie des Fidelio.
Als Napoléon Bonaparte die Sopranistin in Wien (1809) hörte, war er so begeistert, dass er Milder zur Übersiedlung nach Paris bewegen wollte. Doch sie lehnte ab. Stattdessen ging sie 1815, zusammen mit ihrer jüngeren Schwester Jeanette, nach Berlin, wo sie im Juni 1816 eine Festanstellung an der königlichen Oper erhielt. Im selben Jahr beschwor Beethoven sie, Friedrich de la Motte Fouqué um ein Libretto zu bitten, um eine neue Oper für sie zu schreiben.
1819 erteilte Milder, die inzwischen in Berlin engagiert war, Gioachino Rossini und Conradin Kreutzer Kompositionsaufträge für Einakter, die sie auf Gastspielreisen darbieten wollte: Kreutzers und Pius Alexander Wolffs Monodram Adele von Budoy brachte sie 1821 dann tatsächlich in Königsberg zur Uraufführung. Zwischen 1816 und 1829 trat Milder-Hauptmann unter anderem in mehreren (teils für sie komponierten oder adaptierten) Spontini-Rollen an der Berliner Hofoper auf. Sie unternahm Gastspielreisen durch Deutschland, Dänemark, Schweden und Russland.
Am 11. März 1829 sang sie unter der Leitung von Felix Mendelssohn Bartholdy mit der Sing-Akademie zu Berlin, an der sie seit 1821 Mitglied und Solistin war, in einer Wiederaufführung von Johann Sebastian Bachs Matthäuspassion, der ersten seit dem Tod des Komponisten und 100 Jahre nach ihrem erstmaligen Erklingen in der Leipziger Thomaskirche. Im Schwarzhäuptersaal in Riga erfolgte am 10. Februar 1830 die Uraufführung der für sie komponierten Gesangsszene Der Hirt auf dem Felsen (D 965, Oktober/November 1828) von Franz Schubert, 1836 zog sie sich ganz von der Bühne zurück.
Anna Milder-Hauptmann starb 1838 im Alter von 52 Jahren in Berlin und wurde auf dem dortigen, nur wenige Jahre zuvor eröffneten St.-Hedwigs-Friedhof an der Liesenstraße beigesetzt. Das Grabmal ist, stark verwittert, erhalten und befindet sich direkt hinter der Friedhofskapelle.